# باکلان جنوبگان
باکلان جنوبگان (نام علمی: Leucocarbo bransfieldensis)، که گاهی به عنوان باکلان شاهنشاهی، باکلان شاهی یا باکلان چشم‌آبی شناخته می‌شود، تنها گونه‌ای از تیرهٔ باکلان است که در قطب جنوب یافت می‌شود. گاهی با باکلان شاهنشاهی (Leucocarbo atriceps) هم‌گونه در نظر گرفته می‌شود.